# Baglionen

Wappen der Baglioni

Die Baglionen (italienisch Baglioni) waren ein italienisches Adelsgeschlecht aus Perugia, dessen dokumentierte Ursprünge ins 13. Jahrhundert  zurückreichen. 

## Geschichte
Die Baglionen prägten die Geschichte Perugias im 15. und bis etwa in die Mitte des 16. Jahrhunderts hinein entscheidend, wobei sie die Stadt jedoch nur zeitweise vollständig kontrollieren konnten.
Im Unterschied zu anderen italienischen Häusern konnte sich die Signoria der Baglionen nie zu einem Fürstentum ausformen, vielmehr bestand sie eher informell und beruhte auf großem Familienreichtum und faktischem Einfluss auf die Ämterbesetzung in der Stadt.
Jacob Burckhardt rechnet die Herrschaft der Baglionen in Perugia zu den  gewalttätigsten und blutigsten in Italien: 

„Innerhalb der Familie wurde einer als Gesamtoberhaupt anerkannt, doch herrschte tief verborgener Haß zwischen den Mitgliedern der verschiedenen Zweige […] [A]lles ging (um 1487) in Waffen und alle Häuser der Großen waren voller Bravi [gedungene Mörder]; täglich gab es Gewalttaten […] bisweilen lieferten sich die Bravi verschiedener Häuser Schlachten auf offener Piazza […] Komplotten und Überfällen wird mit furchtbarer Rache begegnet.“

Eine wichtige zeitgenössische Quelle über die Baglionenherrschaft in Perugia  stellt die Chronik des italienischen Humanisten Francesco Maturanzio (auch Matarazzo genannt) dar.